# Maria Elisabeth Hesselblad
Maria Elisabeth Hesselblad, conosciuta come Maria Elisabetta Hesselblad, (Fåglavik, 4 giugno 1870 – Roma, 24 aprile 1957) è stata una religiosa svedese, fondatrice della congregazione delle suore dell'Ordine del Santissimo Salvatore di Santa Brigida. Beatificata nel 2000, è stata proclamata santa da papa Francesco nel 2016.

## Biografia
Nata in Svezia, quartogenita dei numerosi figli di una famiglia di fede luterana, dopo aver perso il padre, per sostenere economicamente la famiglia, fu costretta ad emigrare negli Stati Uniti d'America e, all'età di diciotto anni, venne assunta come infermiera in un ospedale di New York.
Tornò in Europa per un viaggio nel 1902 e, visitando la chiesa di Santa Gudula a Bruxelles con alcune amiche, maturò la decisione di convertirsi al cattolicesimo: venne formalmente ricevuta nella Chiesa cattolica il 15 agosto del 1902 a New York.
Ammalatasi e giudicata inguaribile dai medici, nel 1904 la Hesselblad espresse il desiderio di passare i suoi ultimi giorni a Roma, presso la casa dove aveva vissuto la sua connazionale santa Brigida, e di offrire la sua vita a Dio per il ritorno della Chiesa di Svezia alla comunione con la Sede apostolica.
Papa Pio X le concesse di vestire l'abito brigidino e di ritirarsi tra le monache carmelitane che ormai occupavano l'antico edificio di piazza Farnese: guarita, la Hesselblad prese a studiare l'antica regola di santa Brigida e, giudicandola inadatta al suo fine, cioè l'apostolato ecumenico presso le popolazioni scandinave, pensò di fondare una nuova congregazione a voti semplici. L'8 settembre del 1911 ebbe formalmente inizio il nuovo istituto.
La fondatrice si spense a Roma nel 1957.

## Il culto
Il processo di canonizzazione venne introdotto nel 1988; il 26 marzo 1999 papa Giovanni Paolo II, pubblicando il decreto sull'eroicità delle virtù, riconobbe a madre Hesselblad il titolo di venerabile. Lo stesso pontefice ha presieduto la sua cerimonia di beatificazione celebrata in piazza San Pietro a Roma il 9 aprile del 2000. È stata canonizzata il 5 giugno 2016 da papa Francesco.
Il suo elogio si legge nel Martirologio Romano al 24 aprile.